# Eporeodon
Genre
Eporeodon est un genre fossile d’herbivores terrestres de la famille également éteinte des Merycoidodontidae, vivant en Amérique du Nord à l'Oligocène, entre environ −33 millions d’années et −20 millions d’années.

## Synonymes
- † Hypselochoerus Loomis, 1933
- † Pseudodesmatochoerus Schultz et Falkenbach, 1954

## Description
Animal ongulé ressemblant à un tapir.

## Occurrence
Au total, sept spécimens fossiles ont été découverts dans l'Ouest des États-Unis.

## Liste d'espèces
- † Eporeodon occidentalis,
- † Eporeodon pacificus,
- †  Eporeodon pygmyus,
- †  Eporeodon thurstoni,
- †  Eporeodon trigonocephalus